# Ванда Дзедзиць
Ванда Ядвіга Дзедзиць (пол. Wanda Jadwiga Dziedzic; з дому Божемська (пол. Borzemska); 2 жовтня 1912, м. Радехів, Австро-Угорщина — 1 лютого 2017, Лондон) — польська учителька та еміграційна діячка, заступниця державного секретаря Уряду Польщі у вигнанні.

## Життєпис
Закінчила школу у Львові, потім навчалася у Кракові. Під час Другої світової війни була депортована радянською владою до Сибіру. Після підписання угоди Сікорського-Майського виїхала з СРСР через Індію до Великої Британії, де оселилася на постійне місце проживання. Після війни працювала учителькою та директоркою польських шкіл у Лондоні. Також була активною в емігрантському середовищі.
Була членом Державної Ради Республіки Польща (1971—1972) та Національної Ради Республіки Польща протягом V, VI, VII, VIII каденцій (1973—1991). З 1978 року була заступником члена Капітули Ордена Відродження Польщі у вигнанні, а в 1990 році була обрана членом цього органу. 30 квітня 1987 року була призначена керівником відділу в Міністерстві культури і освіти в першому уряді Едварда Щепаника. 20 листопада 1989 року була призначена Президентом Республіки Польща у вигнанні Ришардом Качоровським на посаду заступника державного секретаря Міністерства культури і освіти, а у зв'язку з виконанням місії влади Республіки Польща у вигнанні була звільнена з цієї посади 20 грудня 1990 року.
Померла 1 лютого, а чин її похорону відбувся в костелі Христа Царя в Лондоні 6 березня 2017 року. З 1948 року була дружиною політика-емігранта Болеслава Дзедзиця (1909—1985), з яким мала доньку Кристину та синів Марка і Станіслава.

## Нагороди
- Командорський хрест ордена Відродження Польщі (27 лютого 2017, посмертно) — за заслуги у громадській, соціальній та благодійній діяльності[7];
- Офіцерський хрест ордена Відродження Польщі (3 травня 1989) — за багаторічну самостійну, громадську та просвітницьку діяльність[8][9];
- Лицарський хрест ордена Відродження Польщі (3 травня 1975)[10][1];
- Золотий хрест Заслуги[11].